# George Ștefănescu
George Ștefănescu-Râmnic (n. 20 aprilie 1914, Plăginești, Râmnicu-Sărat, România – d. 29 octombrie 2007, Lüdinghausen, Renania de Nord-Westfalia, Germania) a fost pictor și scenograf român.
Prin însăși formația sa, din anii `40, sub îndrumarea prestigioasă a unui Nicolae Dărăscu, a unui Lucian Grigorescu, pictorul se înscrie de la bun început pe o traiectorie a echilibrului dintre tradiție și modernitate. ...Identitatea stilistică a picturii lui George Ștefănescu ar putea fi cautată prin raportare la un neoprimitivism al senzației, al emoției și, deopotrivă, al formulărilor plastice. Este matca în care se întâlnesc pentru el, lecția întemeietorilor de modernitate (Paul Gauguin, Van Gogh) și formulele vizuale de postbizantinism rusticizat oferite de pictura țărănească pe sticlă.

## Viața și opera
George Ștefănescu s-a născut la 20 aprilie 1914, în comuna Plainești (actual Dumbrăveni), situată la jumătatea drumului între Focșani și Râmnicu Sărat. Tatăl său provenea dintr-o familie de Aromâni din Bitola; mama, Sanda, născută Cătănaru era originară din comuna Crucea de Jos. Între anii 1926 și 1933 urmează liceul la Râmnicu Sărat, remarcându-se la orele de desen; în vacanțele de vară lucrează ca ucenic al unui pictor de biserici, Constantinescu, care-l inițează în tehnica frescei. În 1933 se pregătește în atelierul lui Ion Theodorescu-Sion (unde îl are coleg pe viitorul pictor Geo Zlotescu) pentru examenul de admitere la Academia de Arte Frumoase din București. În perioada 1933 - 1936 George Ștefănescu studiază la Academia de Arte Frumoase din București, în clasa de pictură condusă de Nicolae Dărăscu, care-l prețuiește pentru vocația de colorist și care mai târziu îi va acorda o caldă prietenie .

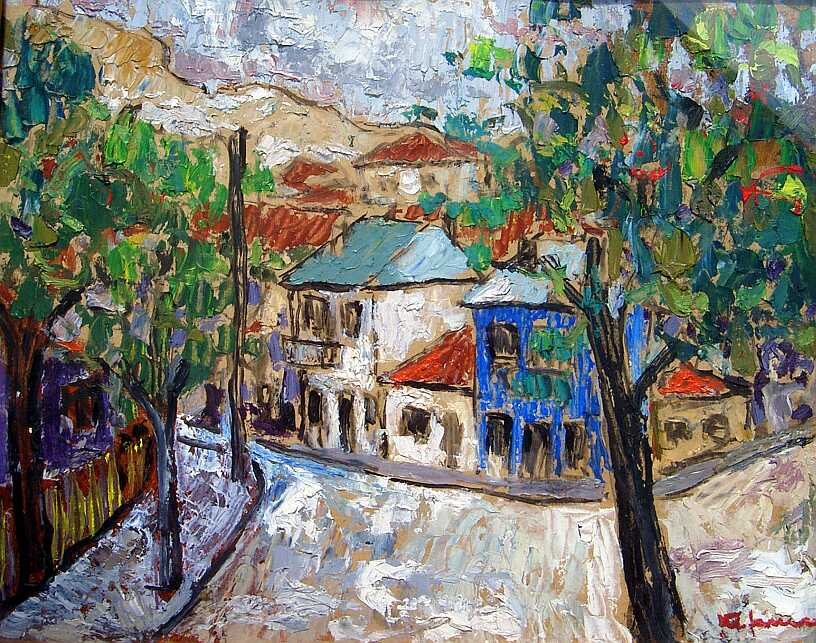
George Ștefănescu : Peisaj la Balcic – Colecția artistului, București, România

### Începuturile carierei
Expune pentru prima dată în 1936 lucrări de pictură într-un magazin de artă din București, situat lângă cinematograful "Aro". O lucrare, păstrată în atelier (Natură moartă cu mușcată), atestă înca de la debut certe calități de compoziție și culoare. Pictează peisaje la Balcic și în Vrancea.
În timpul stagiului militar (1937) expune lucrări de grafică și pictură într-o librărie din Craiova. Revenit în București, urmează cursurile de pictură organizate la atelierele "Zapan" (aici îl are profesor, pe Lucian Grigorescu, care-l prețuieste îndeosebi pentru atenția pe care o acorda problemelor de compoziție și culoare.) Dintre profesorii de pictură sunt de menționat Platon Cazanovici și Mihail Gheorghiță. În același timp, îl frecventează pe Nicolae Dărăscu la atelier. Face decorații interioare pentru "Societatea Naționala de Constructii" (SONACO), condusă de inginerul Ciulei. Devine membru al Sindicatului Artiștilor Plastici. Colaborează cu schițe și desene de vestimentație la o casă de mode din București.

În anul 1938 pictează frescă împreună cu pictorul Alexandru Mazilescu. Mobilizat, participă la lupte pe tot parcursul războiului (1940 – 1944) și este grav rănit. Reîntors de pe front, frecventează în anul 1945 cursurile de regie și scenografie conduse de Ion Sava. Recrudescența rănilor de pe front îi diminuează activitatea în perioada 1946 - 1947. Între 1948 și 1952 face grafică publicitară (afișe și generice de filme) și este director al laboratorului "Filmul Popular" între anii 1948 și 1952 când este nevoit din cauza sănătății precare să își întrerupă activitatea artistică până în anul 1955. 

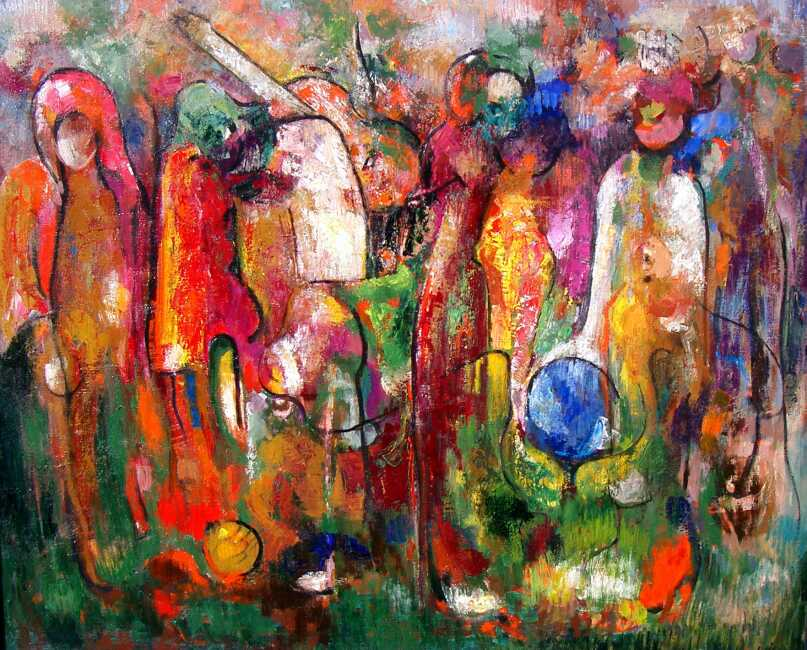
George Ștefănescu : Începutul de cântec – Colecția artistului, Germania

### Perioada dinTeatrul Bulandra
Încurajat de Nicolae Dărăscu, maestrul și prietenul său, își reia activitatea de atelier în anul 1957. În cursul verii, pictează peisaje în imprejurimile Bucureștiului (Cernica, Pasărea, Băneasa, Mogoșoaia). Este angajat pictor scenograf la   "Teatrul Municipal" în anul 1958. Devine membru al Uniunii Artiștilor Plastici. Face decorurile pentru piesa "Dacă vei fi întrebat", de Dorel Dorian în anul 1959. Pictează la Timișoara.
În  1960 execută scenografia spectacolului "Mamouret" de Jean Sermet, cu Lucia Sturdza Bulandra în rolul principal. Execută, la cererea doamnei Lucia Sturdza Bulandra, portretul lui Tony Bulandra care va fi expus în Muzeul Teatrului Român. Amenajează primul său atelier de creație în incinta atelierelor de tapițerie ale teatrului aflate pe cheiul Dâmboviței.
Face, împreună cu trupa teatrului, un turneu la Budapesta unde rămâne pe întreaga durată a acestuia. Se împrietenește cu artiști unguri și pictează. Lucrările realizate pe perioada turneului le expune în holul Teatrului Lucia Sturdza Bulandra. În timpul verii, pictează la Calimănesti. În anul următor, 1961, realizează decorurile la piesa "Întoarcerea" de Mihai Beniuc și deschide o expoziție de pictură (peisaje și flori), în holul Teatrului Lucia Sturdza Bulandra. Tot în același an Uniunea Artiștilor Plastici îi pune la dispoziție un spațiu pentru atelier personal de creație în incinta Muzeului Gheorghe Tattarescu. În fostul atelier al elevilor pictorului Tattarescu își amenajează, cu multă dragoste, oaza de liniște în care își va desfășura activitatea până la plecarea din țară în anul 1989.

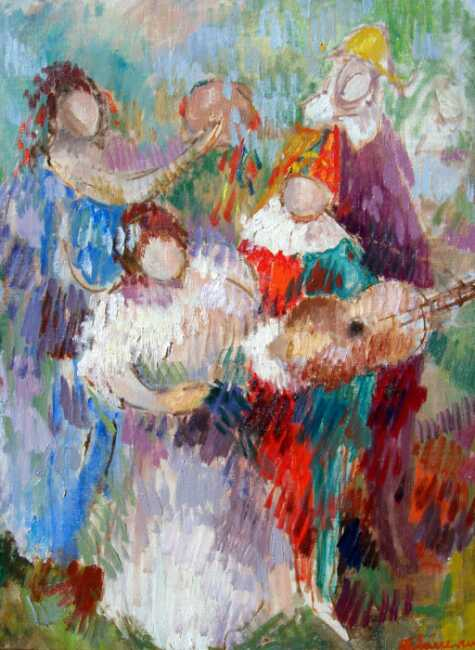
George Ștefănescu : Arlechinii – Colecția artistului, Germania

### Atelierul dinStr. Domnița Anastasia 7
1962 - Realizează decorurile la piesa "Camera fierbinte", remarcate în presa de specialitate pentru inovațiile de mare sugestivitate în conceptia spațială a spectacolului. Deschide în holul Teatrului Lucia Sturdza Bulandra o expoziție de pictură, grafică și proiecte de scenografie.  Mișu Weinberg îl vizitează în atelier și astfel se naște o relație colecționar / artist care durează până la dispariția marelui iubitor de artă. Lucrările lui George Ștefănescu intră în colecția Mișu Weinberg alături de maeștrii picturii române cum ar fi Iser, Theodor Pallady sau Gheorghe Petrașcu.
Colecționari de artă, precum Victor Becherschi, Puiu Andreescu, Mircea Penciulescu îl vizitează pe pictor în atelierul acestuia, care devine încetul cu încetul un loc de întâlnire al cunoscătorilor și iubitorilor de artă. Pictorul la rândul său începe să achiziționeze  ceramică, icoane, mobilier țărănesc, lucrări de artă transformând atelierul într-o adevarată colecție de artă. Pictorița Micaela Eleutheriade își amenajează pentru o perioada de timp atelierul de creație tot în incinta muzeului memorial. Între cei doi artiști se leagă o prietenie de lungă durată. 1963 - Face scenografia la spectacolele "Razboi și pace" după Lev Tolstoi de Alfred Neumann, Erwin Piseator și Guntram Prüfer și "Portretul" de Al.Voitin. În cursul verii pictează la Tuzla. 1964 - Participă la Bienala de scenografie din București.
1965 - Expune la Salonul de pictură și sculptură al municipiului București și deschide prima expoziție personală de atelier în incinta Muzeului Gheorghe Tattarescu din strada Domnița Anastasia nr.7  - catalog cu texte de Nestor Ignat și de Mișu Weinberg  . Vara pictează la Sighișoara. 1966 - Realizează decorurile la piesa "Fii cuminte Cristofor" de Aurel Baranga. Face o calatorie pe litoralul bulgăresc, unde pictează numeroase acuarele. Pictează, de asemenea, la Tulcea, Mamaia, Eforie, Constanța.

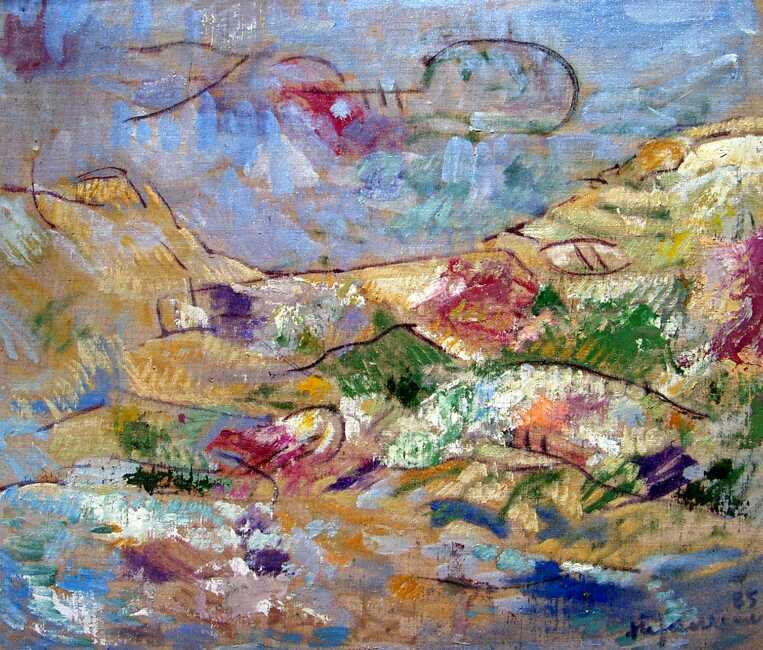
George Ștefănescu : Peisaj Marin – Colecția artistului, București, România

1967 - Face decorurile la piesa "Luceafărul" de Barbu Ștefănescu Delavrancea, într-o manieră austeră și plină de sugestivitate; cu aceeași piesă face un spectacol de sunet și lumină la Palatul Mogoșoaia. Participă la Salonul de Primavară al Pictorilor Bucureșteni, organizat în Parcul Herăstrău. Pictează în Delta Dunării și la Sibiu.
1968 - Face scenografia pentru piesele "Poetul și Revoluția" (Viața lui Vladimir Maiakovski) în regia lui Valeriu Moisescu și Dinu Negreanu și "Sfârșitul Pământului" de Victor Eftimiu. Deschide a doua expoziție de atelier, în care prezintă pictură în ulei și acuarele, în incinta Muzeului Gheorghe Tattarescu - catalogul expoziției poartă semnatura colecționarului de artă, doctorul Florin Colonaș .
Criticii de artă bucureșteni precum Petru Comarnescu, Marin Mihalache sau Jack Brutaru îi vizitează expoziția și scriu despre pictura sa. Atelierul său, situat central dar în același timp oferind o atmosfera boemă, este frecventat de oameni de teatru dar și de pictori precum Gheorghe Vânătoru, Nuni Dona, Lucia Dem.Bălăcescu, Dragoș Morărescu și mulți alții. Părintelei fotografiei moderne române, regretatul Eugen Iarovici, fost coleg la "Filmul Popular" este unul dintre obisnuiții acestei oaze de creație.
În perioada decembrie 1969 - februarie 1970 participa la expoziția de grup "Art roumain contemporain" la Galeria Baccache în orașul Beirut. Participă la Salonul de Pictură și Sculptură al Municipiului București. Proiecteaza costumele pentru piesa "Strigoii" de Ibsen. În timpul verii pictează în zona Brașovului.

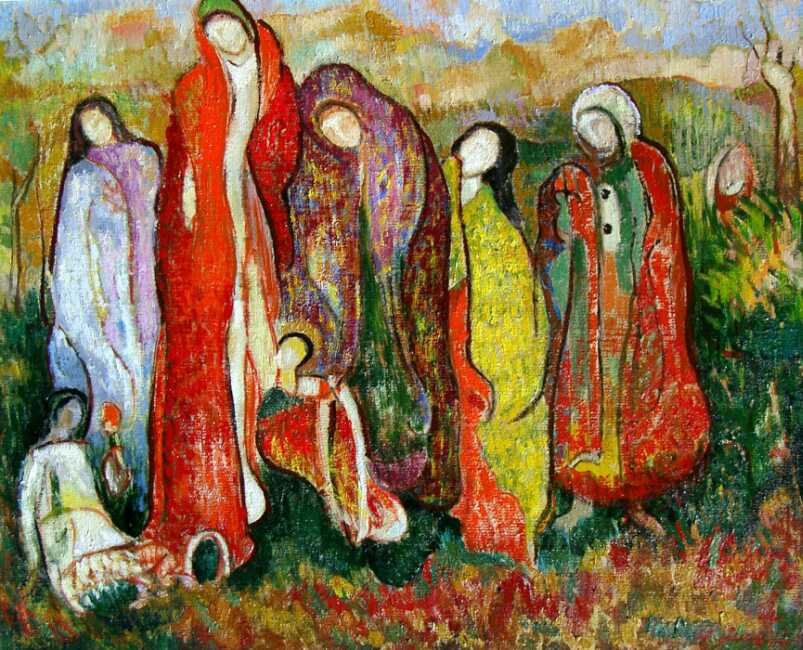
George Ștefănescu: Despartirea din urma – Colecția artistului, Germania

1970 - Concepe costumele pentru spectacolul "Puricele în ureche" de Georges Faydeau (scenografia semnată de Liviu Ciulei); face decoruri pentru piesa "Contrapuncte" de Paul Everac. Deschide o expoziție personală la Galeria Simeza. Participă la Salonul de Pictură și Sculptură al Municipiului București și la expozițiile de pictură romanească din Lüdenscheid / Germania, Orly / Franța, Viena / Austria și Watts-Art Gallery New York / USA. Face proiectele de costume la filmul Pădurea spânzuraților după Liviu Rebreanu în regia lui Liviu Ciulei. Pictează în Sibiu și Sighișoara. 1971 - Participă la salonul pictorilor și sculptorilor din București organizat la Ateneul Român.
1972 - Face scenografia la spectacolele "Patru oameni fără nume" de Radu Bădilă și "Povestiri din pădurea vieneză" de Ödön von Horwath. Participă la Salonul de Pictură și Sculptură dedicat celei de-a 25-a aniversări a Republicii. 1973 - Deschide o expoziție personală de pictură la Galeria Simeza - catalogul expoziției este semnat de Trăian Stoica. Primește ordinul "Meritul Cultural". 1974 - Își incheie activitatea de scenograf cu decorurile pentru piesa "Între noi doi n-a fost decât tăcere" de Lia Crișan. Participă la Salonul de Pictură și Sculptură al Municipiului București. Călătorește în Cehoslovacia.

### Perioada dupăTeatrul Bulandra

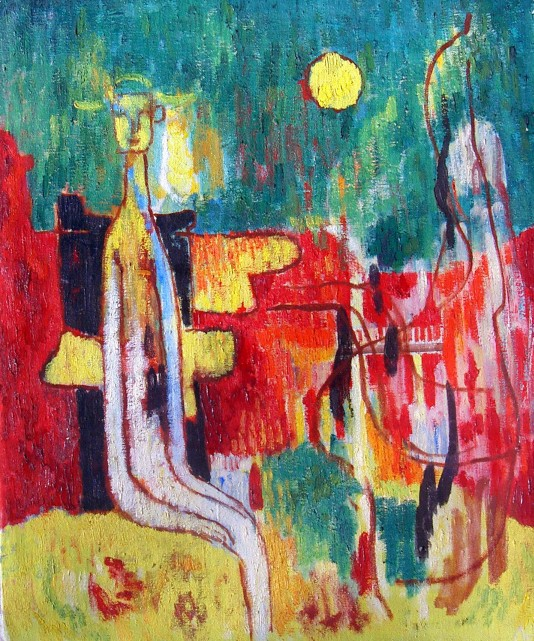
George Ștefănescu : Singurătate – Colecție Particulară, București, România

1975 - Participă cu lucrări la expoziția "12 pictori români", organizată la Hamburg. Pictează la Mediaș și Bazna. 1976 - Deschide o expoziție personală la Galeria "Căminul Artei" . Catalogul expoziției conține texte critice de Dan Grigorescu și Virgil Mocanu. În timpul verii, pictează la Breaza. În martie 1977 are loc un devastator cutremur în țară. Cu toate că atelierul scapă ca prin minune (construcția din spatele curții care adăpostea un depozit al pictorului și locuința unor chiriași este complet distrusă) anul 1977 este un an lipsit de evenimente culturale. 1978 Pictează la Bazna, Buziaș și Covasna.
1979 - Participă la Salonul Republican de Pictură și la o expoziție de artă romanească organizată la Tokio. Deschide o amplă expoziție personală la "Galeriile de Artă ale Municipiului București" - catalog semnat de Dan Grigorescu. 1980 - Participă la Salonul de Pictură și Sculptură al Municipiului București. Pictează la Covasna.
1981 - 1982 Pictează la Covasna, Azuga și Bistrița-Năsăud. 1983 - Expoziție personală la "Galeriile de Artă ale Municipiului București". Catalogul expoziției are texte de poetul și jurnalistul Radu Cârneci și muzeograful Gheorghe Cosma. 1984 - Deschide o expoziție personală de pictură și grafică la Willebroek, în Belgia (catalogul expoziției cu prefață de Radu Cârneci), și la Werdohl, în Germania;
1985 - Deschide o expoziție personală la Hagen, Germania. 1987 - În Editura Meridiane, seria "Artiști români", apare monografia "George Ștefănescu" semnată de Adriana Bobu. În presa de specialitate apare la rubrica "Comori de artă ale capitalei" articolul despre lucrarea "Dansatorii" scris de criticul de artă Constanța Iliescu. De asemenea Theodor Redlow îi consacră un articol în revista "Arta".

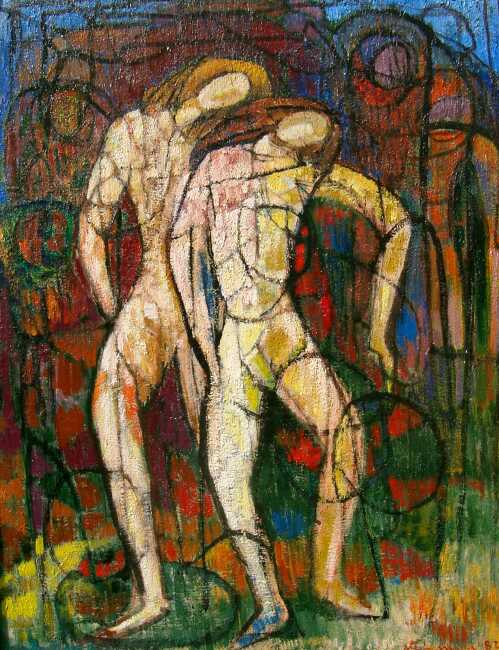
George Ștefănescu : Doua personaje – Colecția artistului, Germania

### Anii în Germania
1989 - Se stabilește în Germania, în orașul Lüdinghausen din Nordrhein-Westfalen. Deschide o expoziție personală de pictură în orasul Ennepetal - deschiderea este facută de către criticul de artă Hermann Hirschberg; în același an deschide o expoziție personală în orașul Harsewinkel.
1990 - Deschide o expoziție personală la Galeria Helmar H.Veltzke. Expoziție personală în Bremen la galeria de artă "Galeria". Expoziția "George Stefanescu - Neue Wege - Neue Bilder" la Queens Hotel în Bremen. Apare cartea "Mărturisiri și reflecții ale unui colecționar de artă" de Dorina Munteanu, în care este dedicat un capitol picturii sale. În luna decembrie este vernisată expoziția "Vater und Sohn im Spiegel der Kunst" în orașul Lüdinghausen. La deschidere vorbește doamna Dr.Jenny Sarazzin referentă de cultură a Kreis Coesfeld.
1991 - Participă la expoziția "9 Künstler aus Lüdinghausen" în Burg Vischering. Catalogul expoziției este semnat de către criticul de artă Dr.Falco Herlemann. Participă la Kunstmarkt din incinta castelului Burg Vischering din Lüdinghausen. 1992 - Deschide expoziția personală "Neue Wege - Neue Bilder" în orașul Dülmen din Germania. Participă impreuna cu colegii din Hamaland-Kreis la expoziții de grup în orașele Bocholt și Ahaus.
1994 - Expune în colecția particulară Skillykorn din Singapore. 1996 - Expoziție în Galeria Noran din Lüdinghausen. 1997 - Expoziție în Galeria Noran din Münster și Galeria Wöhrle din Hamm. 1998 - Expoziție în Haus Hünenburg din orașul Bremen, Galeria Käther Böke în Leer și Galeria Noran în Lüdinghausen.
1999 - Expoziție la Sparkasse Lüdinghausen. 2003 - Expoziția "Der Grosse Vogel" este prezentată în Galeria Klostermühle Heiligeberg și Volksbank Achim. 2004 - Cu ocazia împlinirii a 90 de ani de către artist, orașul Lüdinghausen împreuna cu Kunstverein KAKTus organizează expoziția personală "George Stefanescu - Licht und Farbe" în sala de expoziție a Volksbank.

## Opere (selecție)

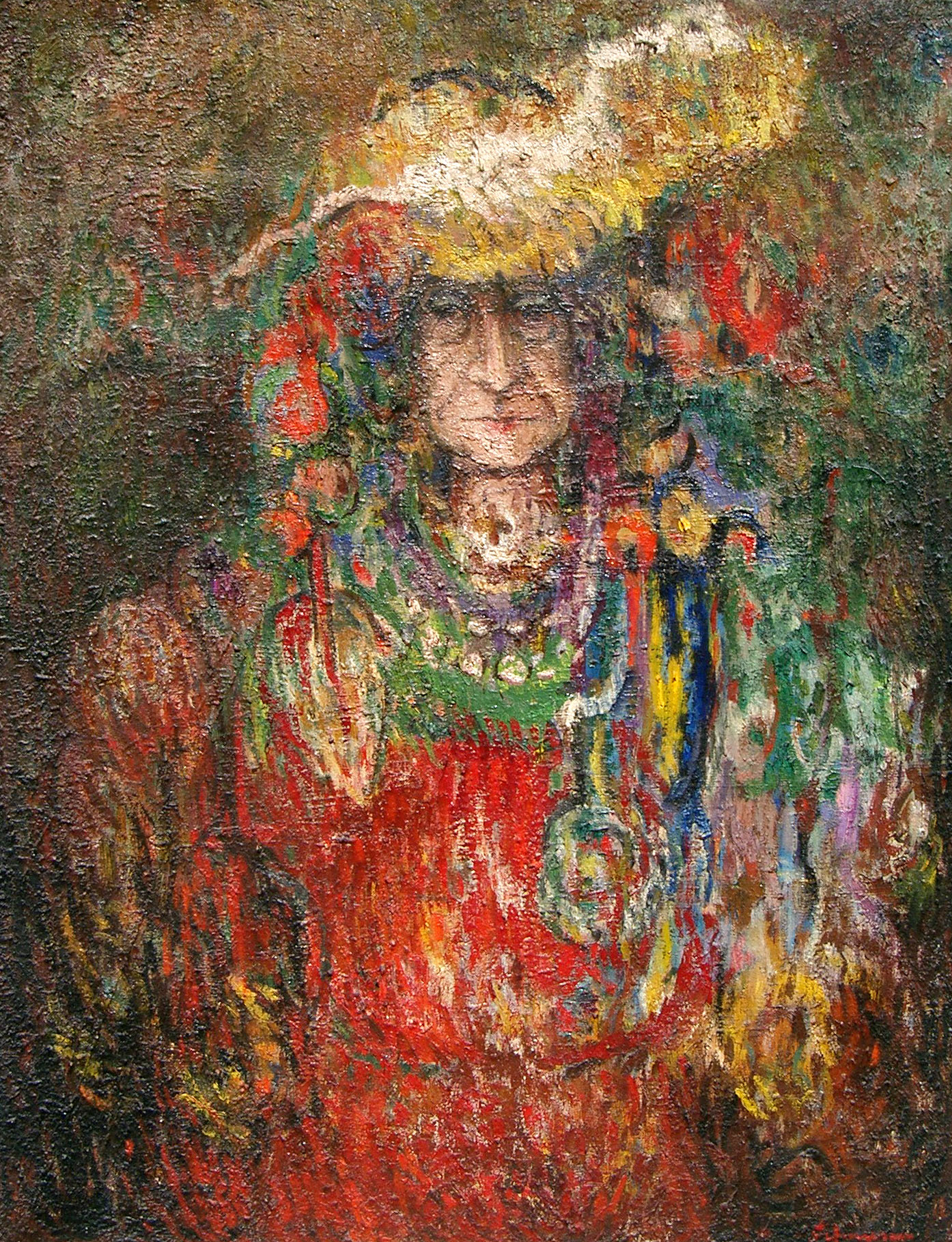
Madame Lucia Sturdza Bulandra in "La Folle de Chaillot"

- 1936 - Natură moartă cu mușcată , Germania, Colecție particulară  Arhivat în 4 martie 2016, la Wayback Machine.
- 1936 - Peisaj la Balcic, România, Colecție particulară  Arhivat în 5 martie 2016, la Wayback Machine.
- 1957 - Natură moartă cu pește, România, Colecție particulară  Arhivat în 5 martie 2016, la Wayback Machine.
- 1967 - Autoportret, România, Colecție particulară  Arhivat în 5 martie 2016, la Wayback Machine.
- 1968 - Portret cu floarea de colț, România, Colecție particulară  Arhivat în 4 martie 2016, la Wayback Machine.
- 1968 - Jocul ielelor, România, Colecție particulară  Arhivat în 4 martie 2016, la Wayback Machine.
- 1978 - Karneval, Germania, Colecție particulară  Arhivat în 6 martie 2016, la Wayback Machine.
- 1978 - Muzica, Germania, Colecție particulară  Arhivat în 4 martie 2016, la Wayback Machine.
- 1980 - Menestrel, Romania, Colecție particulară  Arhivat în 4 martie 2016, la Wayback Machine.
- 1991 - Harlekin, Germania, Colecție particulară  Arhivat în 5 martie 2016, la Wayback Machine.
- 1995 - Trei taranci, Romania, Colecție particulară  Arhivat în 5 martie 2016, la Wayback Machine.
- 2004 - Magicianul verde, Romania, Colecție particulară  Arhivat în 4 martie 2016, la Wayback Machine.

## Antologie de texte critice
- Petru Comarnescu - "Imaginile lui George Ștefănescu atrag prin căldura sentimentelor, prin armonii vii și echilibrate, prin tonalități apropiate între ele... Artistul atestă făgăduitoare posibilități și unele notabile realizări." - Informația Bucureștiului nr.4598 / 30.05.1968
- Dan Grigorescu - "O pictură aparent lirică e aceea a lui George Ștefănescu. E adevărat că tonalitățile "sînt vii și echilibrate"; e tot atât de adevărat că prima impresie e aceea a unei arte care cuprinde deopotrivă culori joviale, roșuri aprinse și galbenuri solare, și altele visătoare, brunuri atenuate și albastruri limpezi. La o cercetare mai atentă se descoperă armătura logică a construcției; artistul compune, culoarea provine dintr-o analiză lucidă a spațiului pictural."
- Nestor Ignat - "Dacă te apropii mai mult de pictura lui George Ștefănescu, îți apare ca o coordonată aproape permanentă tendința artistului de a justifica cu sensibilitate înnoitoare și într-o formă personală, valori din tezaurul artistic al poporului nostru.... Arta lui George Ștefănescu poartă pecetea măsurii, gravității, discreției, a sentimentelor delicate, care organizează și temperează forța coloristică." - Catalogul expoziției din Atelierul artistului / oct.-nov.1965 ro  Arhivat în 28 septembrie 2007, la Wayback Machine.
- Mișu Weinberg - "Sinceritatea caldă, profundă, îmbinată cu un cromatism viu, viguros, în care predomină roșul, verdele și galbenul, culori tari, puternice, uneori clocotitoare și pe care le găsești pe paleta marilor coloriști, grefate pe un desen sigur, precis, fac din pictorul George Ștefănescu un artist cu reale și mari posibilități. Limbajul plastic cu care se exprimă poartă pecetea unei manifestări originale, personale. Acuarela sa atât de clară și senină, facută parcă numai din lumină, încantă și subjugă.." - Catalogul expoziției din Atelierul artistului / oct.-nov.1965  ro  Arhivat în 28 septembrie 2007, la Wayback Machine.